# Bildungsserver Berlin-Brandenburg

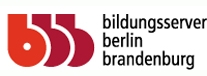

Der Bildungsserver Berlin-Brandenburg (bbb) ist eine Informations-, Kommunikations- und Kooperationsplattform für die Bildungsregion Berlin-Brandenburg und richtet sich vorrangig an pädagogische Akteure im Bildungsbereich.
Er bietet eine zielgruppenorientierte, strukturierte und qualifizierte Informationsauswahl von pädagogischen Angeboten, Materialien und Themen mit Bezug zu den beiden Ländern. Als pädagogischer Wegweiser zu den Online- und Fortbildungsangeboten von bildungsrelevanten Institutionen und Organisationen in den Ländern Berlin und Brandenburg will der bbb die Vernetzung in dieser Bildungsregion befördern.
Neben dem Informationsangebot können Arbeitsgruppen für Fortbildungszwecke in geschlossenen Arbeitsbereichen online miteinander kooperieren oder virtuelle Kursräume sowie E-Learning-Lernumgebungen nutzen.

## Geschichte
Er startete am 14. Januar 2009 als erster gemeinsamer Bildungsserver zweier Bundesländer und entstand durch Fusion seiner beiden Vorläufer, dem  Berliner Bildungsserver (BeBiS) und dem Brandenburgischen Bildungsserver (BBS).
Der bbb wird als ein Informations- und Serviceangebot des Landesinstituts für Schule und Medien Berlin-Brandenburg (LISUM) im Auftrag der Senatsverwaltung für Bildung, Wissenschaft und Forschung in Berlin und des Ministeriums für Bildung, Jugend und Sport im Land Brandenburg konzeptionell, technisch und redaktionell betreut.
Der bbb kooperiert mit dem Deutschen Bildungsserver und den Bildungsservern der Bundesländer.